# Filchneria mesasiatica
Filchneria mesasiatica är en bäcksländeart som beskrevs av Zhiltzova 1971. Filchneria mesasiatica ingår i släktet Filchneria och familjen rovbäcksländor. Inga underarter finns listade i Catalogue of Life.